# Schizonycha vethi
Schizonycha vethi är en skalbaggsart som beskrevs av Moser 1917. Schizonycha vethi ingår i släktet Schizonycha och familjen Melolonthidae. Inga underarter finns listade i Catalogue of Life.